# Folinsäure
Folinsäure (FA), auch Citrovorum-Faktor (CF) oder Leucovorin (LV), kurz CHO-FH4, ist das 5-Formyl-Derivat der Tetrahydrofolsäure, welche als die aktive Form der Folsäure an verschiedenen Stoffwechselprozessen (Nukleotidsynthese, Aminosäurestoffwechsel) beteiligt ist. Folinsäure wird arzneilich angewendet
- in Kombination mit 5-Fluoruracil in der Behandlung des Dickdarmkrebs,
- um die zytotoxische Wirkung von Arzneistoffen aus der Gruppe der sogenannten Folsäure-Antagonisten zu verringern oder ihr entgegenzuwirken,
- in niedriger Dosierung zur Behandlung von Folsäuremangelzuständen, die durch diätetische Maßnahmen nicht zu beheben sind.

## Stereochemie
Folinsäure verfügt über zwei Stereozentren, es existieren daher insgesamt vier Isomere. Die meisten Fertigarzneimittel enthalten ein Diastereomerengemisch der Folinsäure. Eingesetzt werden das Calcium-Salz (Calciumfolinat), dessen Hydrat (Calciumfolinat-Pentahydrat) sowie das Dinatriumsalz (Natriumfolinat).

Levofolinsäure

Mittlerweile sind aber auch Präparate mit der reinen, biologisch aktiven Form, dem L-(−)-Isomer mit der Bezeichnung Levofolinsäure, verfügbar. Auch hier wird das Calciumsalz eingesetzt.

## Pharmakologische Wirkung und Anwendungsgebiete

### Kombinationstherapie mit 5-Fluoruracil
Folinsäure wird in synergistischer Kombination mit dem Zytostatikum 5-Fluoruracil (5-FU) in der Chemotherapie zur Behandlung von Dickdarmkrebs und anderen Tumoren verwendet. Folinsäure bindet an das Enzym Thymidilat-Synthase und führt dadurch zur Erniedrigung der intrazellulären Thymidilat-Konzentration, wodurch die zytostatische Wirkung von 5-FU verstärkt wird.

### „Leukovorin-Rescue“ bei Therapie mit hochdosiertem Methotrexat
Folinsäure wird als Antidot bei Therapien mit Methotrexat (MTX) eingesetzt. Methotrexat wirkt als Folsäure-Antagonist und hemmt kompetitiv und reversibel das Enzym Dihydrofolat-Reduktase (DHFR). Bei hochdosierter Methotrexat-Gabe muss eine sogenannte „Leukovorin-Rescue“ erfolgen, d. h. die Wirkung des Methotrexats muss durch regelmäßige Gabe von Leukovorin antagonisiert werden, da sonst eine schwere Knochenmark- und Schleimhauttoxizität (Mukositis) auftritt. In der Praxis wird dabei meist so verfahren, dass Methotrexat als Infusion über ca. 4 Stunden verabreicht wird und man nach 24 Stunden nach der Infusion mit der Leukovorin-Rescue beginnt (alle 6 Stunden eine Infusion mit Leukovorin), solange bis der Methotrexat-Spiegel eine kritische Grenze unterschritten hat (< 0,1 µM).

### Antidot gegen Trimetrexat, Trimethoprim und Pyrimethamin
Ähnlich wie in der Therapie mit hochdosiertem Methotrexat ist Folinsäure auch als Antidot bei der Hochdosistherapie mit den Folsäure-Antagonisten Trimetrexat, Trimethoprim und Pyrimethamin indiziert.

### Behandlung von Folsäuremangelzuständen
Wenn ein Vitamin-B12-Mangelzustand differentialdiagnostisch ausgeschlossen wurde, kann Folinsäure in niedriger Dosierung (maximal 15 mg pro Tag) zur Behandlung von Folsäuremangelzuständen angewendet werden.
Es wird auch zur Behandlung von zerebralem Folatmangel eingesetzt.